# ویشاکا سینگ
ویشاکا سینگ (به انگلیسی: Vishakha Singh) (زاده ۵ می ۱۹۸۶) بازیگر هندی است.
از فیلم‌هایی که وی در آن نقش داشته‌است می‌توان به ما با زندگی خود بازی می‌کنیم، علاف‌ها، به بازی ادامه بده و بازگشت علاف‌ها اشاره کرد.